# Laqueus morsei
Laqueus morsei är en armfotingsart som beskrevs av Dall 1908. Laqueus morsei ingår i släktet Laqueus och familjen Laqueidae. Inga underarter finns listade i Catalogue of Life.